# Jéssica Sanjuán
Jéssica Sanjuán Jacome (Ocaña, 11 de diciembre de 1989) es una abogada, actriz, presentadora y modelo colombiana.

## Biografía
En el ámbito de la actuación, ha realizado desde muy joven varios trabajos para la televisión sorprendiendo a todos, por su carisma e innata calidad artística. Algunos de los programas que contaron con su participación fueron: Pocholo, Aquí no hay quien viva, Hasta que la plata nos separe, Las muñecas de la mafia, primera y segunda temporada, Los Victorinos, Yo no te pido la luna, ¿Quién eres tú?, Padres e hijos y La Madame.
Tras trabajar en la novela Aquí no hay quien viva para RCN Televisión en 2008 llegó su primer protagónico en la serie Inversiones el ABC. Logró gran fama internacional tras interpretar a Nina, protagonizando la primera telenovela de MTV Niñas Mal que tuvo un éxito mundial.

## Vida personal
Llegó a Bogotá con la ilusión de estudiar medicina en la Universidad Nacional y en el proceso de admisión alguien en la calle le ofreció clases de actuación y ella decidió tomarlas porque era muy tímida y quería soltarse un poco, sin saber que esa decisión la llevaría a la televisión nacional e internacional. Logró consolidarse internacionalmente en 2010 siendo protagonista de la exitosa serie Niñas mal la primera telenovela de MTV haciendo un personaje que cautivo a los adolescentes. Jessica es una persona muy comprometida y disciplinada con su trabajo aunque no muy querida por la prensa siendo polémica en su vida sentimental.

## Filmografía[1]

### Televisión
- Las muñecas de la mafia 2  (2019) — Guadalupe Bermúdez Rivas
- siempre seras amado (2019)
- Antes de que caiga el día (2017)
- El Capo 3 (2014) — La Crespa
- La Madame (2013) — Tatiana
- ¿Quién eres tú? (2013) — Mónica Román
- Popland! (2011) — Nina Sandoval Burgos
- Niñas mal (2010) — Nina Sandoval Burgos
- Yo no te pido la luna (2010) — Susana
- Las muñecas de la mafia (2009-2010) — Guadalupe Bermúdez Rivas
- Los Victorinos (2009-2010) — Julieta Majarrés / Dayana
- Inversiones el ABC (2009) — Lissete Yamile
- Aquí no hay quien viva (2008-2009) — Sandra Yulieth "Yuly" Preciado
- Pocholo (2007-2008) — Violeta
- Hasta que la plata nos separe (2006-2007) — Mónica
- Padres e hijos
- Mujeres al Límite
- Tu voz Estéreo

## Cine
- Si saben cómo me pongo ¿pa' qué me invitan? (2018) - Marisol
- ¿Usted no sabe quién soy yo? (2015) — Andrea

## Videoclip
- Vídeo Musical con el grupo JAM-Mi Sueño (2015) https://www.youtube.com/watch?v=AshJzOcxUsQ
- Video Musical con Beto Villa - Te pude Olvidar (2019) https://www.youtube.com/watch?v=nFituRP4WAA